# Tapinocyba emertoni
Espèce
Tapinocyba emertoni est une espèce d'araignées aranéomorphes de la famille des Linyphiidae.

## Distribution
Cette espèce est endémique d'Ohio aux États-Unis,.

## Description
Le mâle holotype mesure 1,1 mm.

## Publication originale
- Barrows & Ivie, 1942 : Some new spiders from Ohio. Ohio Journal of Science, vol. 42, no 1, p. 20-23.